# Austrotyphlops ammodytes
Austrotyphlops ammodytes là một loài rắn trong họ Typhlopidae. Loài này được Montague mô tả khoa học đầu tiên năm 1914.